# Zakład Hebraistyki Wydziału Orientalistycznego Uniwersytetu Warszawskiego

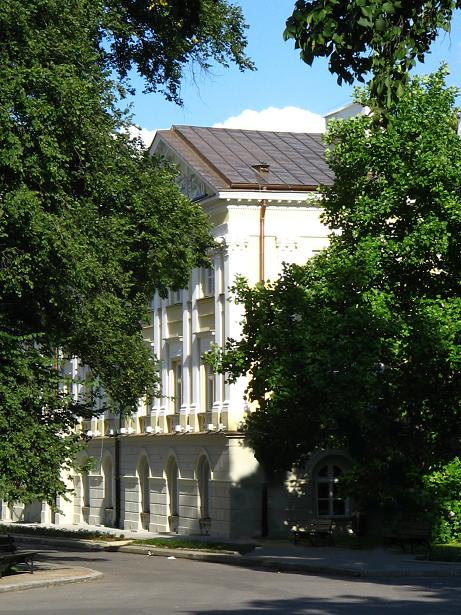
Budynek Wydziału Orientalistycznego na terenie kampusu głównego UW, siedziba Zakładu Hebraistyki

Zakład Hebraistyki UW jest jednostką dydaktyczną Uniwersytetu Warszawskiego prowadzącą badania w zakresie hebraistyki. Jako jednostka naukowa wchodzi w skład Wydziału Orientalistycznego Uniwersytetu Warszawskiego.

## Historia
Zakład Hebraistyki UW w obecnej formie istnieje od roku 1990, jednak historia studiów hebraistycznych na Uniwersytecie Warszawskim sięga lat 50. XX wieku, kiedy to założono Katedrę Semitystyki pod kierownictwem prof. Stefana Strelcyna i zaczęto prowadzić seminarium hebraistyczne. Przez kolejne dekady stale zmieniano strukturę Instytutu Orientalistycznego (od 2008 oficjalnie przekształconego w Wydział Orientalistyczny) i w związku z tym sekcję hebraistyki przenoszono do coraz to nowych zakładów. W 1968 Katedrę Semitystyki przemianowano na Zakład Semitystyki, rok później – na Zakład Semitystyki i Afrykanistyki. W 1975 utworzono Zakładu Bliskiego Wschodu i Afryki i tam też przeniesiono sekcję hebraistyczną. Już dwa lata później zakład rozpadł się i studia hebraistyczne prowadzono w ramach Zakładu Bliskiego Wschodu i Maghrebu, by w roku 1979 przenieść je do Zakład Wschodu Starożytnego, Egiptologii i Hebraistyki, prowadzonego przez prof. Witolda Tylocha do jego śmierci w 1990. Wtedy też powstał Zakład Hebraistyki, pod tą nazwą funkcjonujący do dziś.

## Studia
Podstawowym przedmiotem wykładanym na studiach hebraistycznych UW jest język hebrajski. Hebraistyka warszawska, wywodząca swe tradycje naukowe jeszcze z międzywojnia (kiedy to nauczano hebrajskiego na trzech wydziałach teologicznych UW), aż do roku 1990 za podstawę programu nauczania języka uznawała gramatykę hebrajskiego biblijnego. Obecnie podstawą wykładu gramatyki jest współczesny język hebrajski (izraelski). Ponadto wykłada się m.in. historię starożytnego Izraela, historię syjonizmu i współczesnego Izraela, historię Żydów polskich, podstawowe informacje o judaizmie, epigrafikę hebrajską. W ramach współpracy z Centrum Badania i Nauczania Dziejów i Kultury Żydów w Polsce im. Mordechaja Anielewicza (Instytut Historyczny UW) prowadzone są także seminaria oparte na analizie źródeł historycznych pochodzących z różnych epok i kręgów kulturowych.
Zakład Hebraistyki prowadzi studia dwustopniowe, 3-letnie licencjackie i 2-letnie uzupełniające magisterskie. Rekrutacja na studia zwykle odbywa się co dwa lata.

## Kierownicy
- prof. Stefan Strelcyn (1950–1969)
- prof. Witold Tyloch (1969-1990)
- prof. Bohdan Składanek (funkcja kuratora; 1990–1993)
- dr hab. Roman Marcinkowski (1993–2001)
- dr hab. Maciej Tomal (2001–2008)
- dr hab. Shoshana Ronen (od 2009)

## Adres
Zakład Hebraistyki
Wydział Orientalistyczny
Uniwersytet Warszawski
Krakowskie Przedmieście 26/28
00-927 Warszawa